# Ruptura espontánea de simetría
En física la ruptura espontánea de la simetría ocurre cuando un sistema definido por una lagrangiana simétrica respecto a un grupo de simetría cae en un estado vacío que no es simétrico. Cuando eso sucede el sistema no se comporta más de forma simétrica. En particular, puede describir sistemas en los que las ecuaciones de movimiento o el Lagrangiano obedecen simetrías, pero las  soluciones de vacío de menor energía no presentan esa misma simetría. Cuando el sistema pasa a una de esas soluciones de vacío, la simetría se rompe para las perturbaciones alrededor de ese vacío aunque todo el Lagrangiano conserve esa simetría.
El grupo de simetría puede ser discreto como el grupo espacial de un cristal, o continuo como un grupo de Lie como la simetría rotacional del espacio. Sin embargo, si el sistema solo tiene una dimensión espacial entonces solo las simetrías discretas pueden romperse en un estado vacío de la teoría cuántica, aunque también una solución clásica puede romper una simetría continua. 
La ruptura de la simetría conlleva la aparición de nuevas partículas (asociados a nuevos términos de masas en el nuevo lagrangiano como los bosones de Nambu-Goldstone o los bosones de Higgs) y la aparición de términos de masas de partículas ya existentes en el lagrangiano.
Un ejemplo común para explicar este fenómeno es el de un balón situado en reposo en la cima de una colina lo cual significa que el balón está en un estado de simetría, sin embargo, este estado es inestable ya que a la menor perturbación el balón rodaría abajo de la colina en una dirección particular alrededor de la cima.

## Descripción general
Por definición, la ruptura espontánea de simetría requiere la existencia de leyes físicas (por ejemplo, mecánica cuántica) que sean invariantes bajo una transformación de simetría (como traslación o rotación), de modo que cualquier par de resultados que difieran sólo por esa transformación tengan la misma distribución de probabilidad. Por ejemplo, si las medidas de un observable en dos posiciones diferentes cualesquiera tienen la misma distribución de probabilidad, el observable tiene simetría traslacional. 
La ruptura espontánea de la simetría se produce cuando esta relación se rompe, mientras que las leyes físicas subyacentes siguen siendo simétricas.
Por el contrario, en la  ruptura explícita de simetría, si se consideran dos resultados, las distribuciones de probabilidad de un par de resultados pueden ser diferentes. Por ejemplo, en un campo eléctrico, las fuerzas sobre una partícula cargada son diferentes en diferentes direcciones, por lo que la simetría rotacional se rompe explícitamente por el campo eléctrico que no tiene esta simetría.
Las fases de la materia, como los cristales, los imanes y los superconductores convencionales, así como las transiciones de fase simples, pueden describirse mediante la ruptura espontánea de la simetría. Algunas excepciones notables son las fases topológicas de la materia, como el efecto Hall cuántico fraccionario.
Típicamente, cuando se produce la ruptura espontánea de simetría, las propiedades observables del sistema cambian de múltiples maneras. Por ejemplo, se espera que la densidad, la compresibilidad, el coeficiente de expansión térmica y el calor específico cambien cuando un líquido se convierte en sólido.

## Mecanismos que llevan a la ruptura de la simetría

### Mecanismo de Nambu-Goldstone
Este mecanismo se aplica al caso de una ruptura de simetría gauge global, como caso particular y sencillo de simetría gauge local. Si la {\displaystyle {\mathcal {L}}} es invariante bajo una cierta simetría pero el estado del vacío {\displaystyle \left.|0\right\rangle }, no entonces se dice que el sistema tiene una "simetría en modo Goldstone" y conlleva la existencia de campos extras.
Teorema de Nambu-Goldstone
Se puede demostrar que si {\displaystyle T_{ij}^{\alpha }\left\langle \phi _{j}\right\rangle \neq 0\rightarrow \exists } partículas sin masa (bosones de Nambu-Goldstone).

## Ejemplos

### Potencial del sombrero

Gráfico de la función potencial "sombrero" de Goldstone.

Consideremos una cúpula simétrica ascendente con un canal que rodea la parte inferior. Si se coloca una bola en la cúspide de la cúpula, el sistema es simétrico con respecto a una rotación alrededor del eje central.  Pero la bola puede romper espontáneamente esta simetría rodando por la cúpula hasta la depresión, un punto de mínima energía. Después, la pelota se detiene en un punto fijo del perímetro.  La cúpula y la pelota conservan su simetría individual, pero el sistema no.
En el modelo relativista idealizado más sencillo, la simetría rota espontáneamente se resume mediante una teoría de campos escalares ilustrativa. El Lagrangiano relevante de un campo escalar {\displaystyle \phi }, que esencialmente dicta cómo se comporta un sistema, puede dividirse en términos cinéticos y potenciales,
| {\displaystyle {\mathcal {L}}=\partial ^{\mu }\phi \partial _{\mu }\phi -V(\phi ).} | \| \| \| \| \| \| \| \| | (1) |
|                                                                                     |                         |     |
|                                                                                     |                         |     |

Es en este término potencial {\displaystyle V(\phi )} donde se desencadena la ruptura de simetría. Un ejemplo de potencial, debido a Jeffrey Goldstone se ilustra en el gráfico de la izquierda.
| {\displaystyle V(\phi )=-5\|\phi \|^{2}+\|\phi \|^{4}\,}. | \| \| \| \| \| \| \| \| | (2) |
|                                                           |                         |     |
|                                                           |                         |     |

Este potencial tiene un número infinito de posibles mínimos (estados de vacío) dados por:
| {\displaystyle \phi ={\sqrt {5/2}}e^{i\theta }}. | \| \| \| \| \| \| \| \| | (3) |
|                                                  |                         |     |
|                                                  |                         |     |

para cualquier real θ entre 0 y 2π. El sistema también tiene un estado de vacío inestable correspondiente a Φ = 0. Este estado tiene una simetría de U(1). Sin embargo, una vez que el sistema cae en un estado de vacío estable específico (que equivale a una elección de θ), esta simetría parecerá perderse, o "romperse espontáneamente".
De hecho, cualquier otra elección de θ tendría exactamente la misma energía, y las ecuaciones definitorias respetan la simetría, pero el estado base (vacío) de la teoría rompe la simetría, lo que implica la existencia de un Bosón de Nambu-Goldstone sin masa, el modo que corre alrededor del círculo en el mínimo de este potencial, e indica que hay algún recuerdo de la simetría original en el Lagrangiano.

### Ejemplo matemático
Un campo roto espontáneamente se describe mediante una teoría de campo escalar. En física, podemos ver la ruptura de simetría a través del lagrangiano
{\displaystyle (1)\qquad {\mathcal {L}}=\partial ^{\mu }\phi \partial _{\mu }\phi -V(\phi ).}
y es en el término potencial (V(φ)) donde la acción de la ruptura de simetría ocurre. Un ejemplo de un potencial se muestra en la gráfica de la derecha. 
{\displaystyle (2)\qquad V(\phi )=-10|\phi |^{2}+|\phi |^{4}\,}
Este potencial tiene varios estados vacíos mínimos posibles dados por
{\displaystyle (3)\qquad \phi ={\sqrt {5}}e^{i\theta }}
para alguna θ real entre 0 2π. El sistema también tiene un estado vacío inestable correspondiente a Φ = 0. Este estado simetría U(1). Sin embargo, en cuanto el sistema cae en un estado vacío estable específico (correspondiente a la elección de θ) esta simetría se perderá o romperá espontáneamente.

### Mecanismo de Higgs
En el modelo estándar, la ruptura espontánea de simetría se complementa por el uso del bosón de Higgs, que es responsable de las masas de los bosones W y Z. Todo esto puede verse de forma más técnica en la interacción de Yukawa, donde se muestra cómo obtienen masa los fermiones mediante la ruptura de simetría. Este mecanismo se aplica al caso de una ruptura de simetría gauge local.

## Concepto más amplio
Generalmente, podemos tener ruptura espontánea de simetría en situaciones donde no hay estados vacíos y para sistemas que no están descritos por una acción (integral en el tiempo del lagrangiano). El concepto crucial aquí es el orden del parámetro. Si existe un campo que adquiere un valor de expectación (no necesariamente en el vacío) el cual no es invariante bajo la simetría en cuestión, decimos que el sistema está en una fase ordenada y la simetría se rompe espontáneamente. Esto se debe a que otros subsistemas interactúan con un parámetro de orden el cual forma un marco de referencia contra el cual se puede medir. 
Si un estado vacío obedece la simetría inicial entonces se dice que el sistema está en un modo de Wigner, de otra forma se encuentra en un modo de Goldstone.

### Otros ejemplos
- Para materiales ferromagnéticos, las leyes que los describen son invariantes bajo rotaciones espaciales. Aquí, el parámetro de orden es la magnetización, la cual mide la densidad del dipolo magnético. Arriba de la temperatura de Curie, el parámetro de orden es cero, lo cual es invariante espacialmente y no hay ruptura de simetría. Por debajo de la temperatura de Curie, sin embargo, la magnetización adquiere una constante (en la situación idealizada donde tenemos equilibrio completo; de otra forma, la simetría traslacional se rompe) con valor distinto de cero que apunta en cierta dirección. Las simetrías rotacionales residuales que dejan la orientación de este vector invariante permanecen sin romperse pero las otras rotaciones se rompen espontáneamente.
- Las leyes que describen un sólido son invariantes bajo el grupo euclídeo completo, pero el mismo sólido rompe espontáneamente este grupo degradándolo hasta el grupo espacial. El desplazamiento y la orientación son los parámetros de orden.
- Las leyes de la Física son invariantes espacialmente, pero en la superficíe de la Tierra, tenemos un campo gravitacional (que en este caso juega el papel de parámetro de orden) el cual apunta hacia abajo, rompiendo la simetría rotacional completa. Esto explica por qué arriba, abajo y las direcciones verticales son todas diferentes pero todas las direcciones horizontales permanecen isotrópicas.
- La relatividad general tiene una simetría de norma y de Lorentz, pero en los modelos cosmológicos FRW, la tetra velocidad media del campo definida al promediar sobre las velocidades de las galaxias (las galaxias actúan como partículas de gas a escalas cosmológicas) actúa como un parámetro de orden rompiendo esta simetría.
- En la Tierra, la invariancia de Galileo (en la aproximación no relativista) se rompe por el campo de velocidad del sistema Tierra-Atmósfera, que actúa como el parámetro de orden.    Esto explica por qué los cuerpos móviles tienden al reposo aún antes de las explicaciones de Galileo. No tendemos a estar cuidadosos de las simetrías rotas.
- Para el modelo electrodébil, el campo de Higgs actúa como el parámetro de orden rompiendo la simetría de norma electrodébil y degradándola hacia la simetría de norma electromagnética. Al igual que en el caso ferromagnético, existe una transición de fase en la temperatura electrodébil.
- Para superconductores, hay un campo ψ de materia condensada colectiva el cual actúa como parámetro de orden rompiendo la simetría de norma electromagnética.
- En relatividad general, un difeomorfismo covariante se rompe por el parámetro de orden distinto de cero, el campo tensor métrico.
- Tomen una regla plana de plástico la cual es idéntica en ambos lados y junten los extremos. Antes de torcerla, el sistema es simétrico bajo la reflexión alrededor del plano de la regla.
- Considere una capa uniforme de fluido sobre un plano horizontal. Este sistema tiene todas las simetrías del plano Euclidiano. Pero ahora caliente la parte de abajo de la superficie de forma uniforme tal que su temperatura sea mayor a la de la parte de arriba. Cuando el gradiente de temperatura se vuelve suficientemente grande, se formarán células de convección, rompiendo la simetría Euclidiana.
- Considere un grano en un aro circular el cual es rotado alrededor de un diámetro vertical. Como la velocidad rotacional se incrementa gradualmente desde el reposo, el grano estará en su punto inicial de equilibrio en el fondo del aro (intuitivamente estable, en su potencial gravitacional más bajo). A cierta velocidad rotacional crítica, este punto será inestable y el grano saltará hacia otro punto de equilibrio equidistante desde el centro. Inicialmente, el sistema es simétrico respecto del diámetro, aún después de pasar la velocidad crítica, el grano debe elegir entre dos nuevos puntos de equilibrio rompiendo la simetría. Esto es un análogo mecánico en dos dimensiones de la ruptura de simetría que ocurre en el campo del bosón de Higgs.

## En física de partículas
En física de partículas, las partículas  portadoras de fuerza se especifican normalmente mediante ecuaciones de campo con simetría gauge; sus ecuaciones predicen que ciertas medidas serán las mismas en cualquier punto del campo. Por ejemplo, las ecuaciones de campo pueden predecir que la masa de dos quarcs es constante. La resolución de las ecuaciones para hallar la masa de cada quarc puede dar dos soluciones. En una solución, el quarc A es más pesado que el quarc B. En la segunda solución, el quarc B es más pesado que el quarc A por la misma cantidad. La simetría de las ecuaciones no se refleja en las soluciones individuales, pero sí en el rango de soluciones.
Una medición real refleja sólo una solución, lo que representa una ruptura de la simetría de la teoría subyacente. "Oculto" es un término mejor que "roto", porque la simetría siempre está ahí en estas ecuaciones. Este fenómeno se denomina ruptura espontánea' de la simetría (SSB) porque nada (que sepamos) rompe la simetría en las ecuaciones.: 194–195  Por la naturaleza de la ruptura espontánea de la simetría, diferentes partes del Universo primitivo romperían la simetría en diferentes direcciones, dando lugar a  defectos topológicos, como paredes de dominio bidimensionales, cuerdas cósmicas unidimensionales, monopolos cero-dimensionales, y/o texturas, dependiendo del grupo de homotopía relevante y de la dinámica de la teoría. Por ejemplo, la ruptura de la simetría de Higgs puede haber creado cuerdas cósmicas primordiales como subproducto. La hipotética ruptura de simetría de la GUT produce genéricamente monopolos, creando dificultades para la GUT a menos que los monopolos (junto con cualquier pared de dominio de la GUT) sean expulsados de nuestro Universo observable a través de la inflación cósmica.

### Simetría quiral
La ruptura de simetría quiral es un ejemplo de ruptura de simetría espontánea que afecta a la simetría quiral de las  interacciones fuertes en física de partículas. Es una propiedad de la cromodinámica cuántica, la teoría cuántica de campos que describe estas interacciones, y es responsable de la mayor parte de la masa (más del 99%) de los nucleones, y por tanto de toda la materia común, ya que convierte cuarks muy ligeros ligados en constituyentes 100 veces más pesados de  bariones. Los  bosones de Nambu-Goldstone aproximados en este proceso espontáneo de ruptura de simetría son los piones, cuya masa es un orden de magnitud más ligera que la masa de los nucleones. Sirvió como prototipo e ingrediente significativo del mecanismo de Higgs subyacente a la ruptura de simetría electrodébil.

## Premio Nobel
El 7 de octubre de 2008, la Real Academia Sueca de Ciencias concedió el Premio Nobel de Física a dos japoneses y a un norteamericano por su trabajo en física de partículas. Makoto Kobayashi y Toshihide Maskawa compartieron con Yoichiro Nambu el premio por descubrir el origen de la ruptura de la simetría y su mecanismo.